# Errol (New Hampshire)
Pour les articles homonymes, voir Errol.
Errol est une municipalité américaine située dans le comté de Coös au New Hampshire. Selon le recensement de 2010, sa population est de 291 habitants.

## Géographie
La municipalité s'étend sur 69,75 milles carrés (180,65 km2), dont 9,12 milles carrés (23,62 km2) d'étendues d'eau. La moitié du lac Umbagog se trouve sur le territoire d'Errol.

## Histoire
La localité est fondée en 1774 et nommée en l'honneur de James Hay, 15e comte d'Erroll. Elle devient une municipalité en 1836.